# Grauen

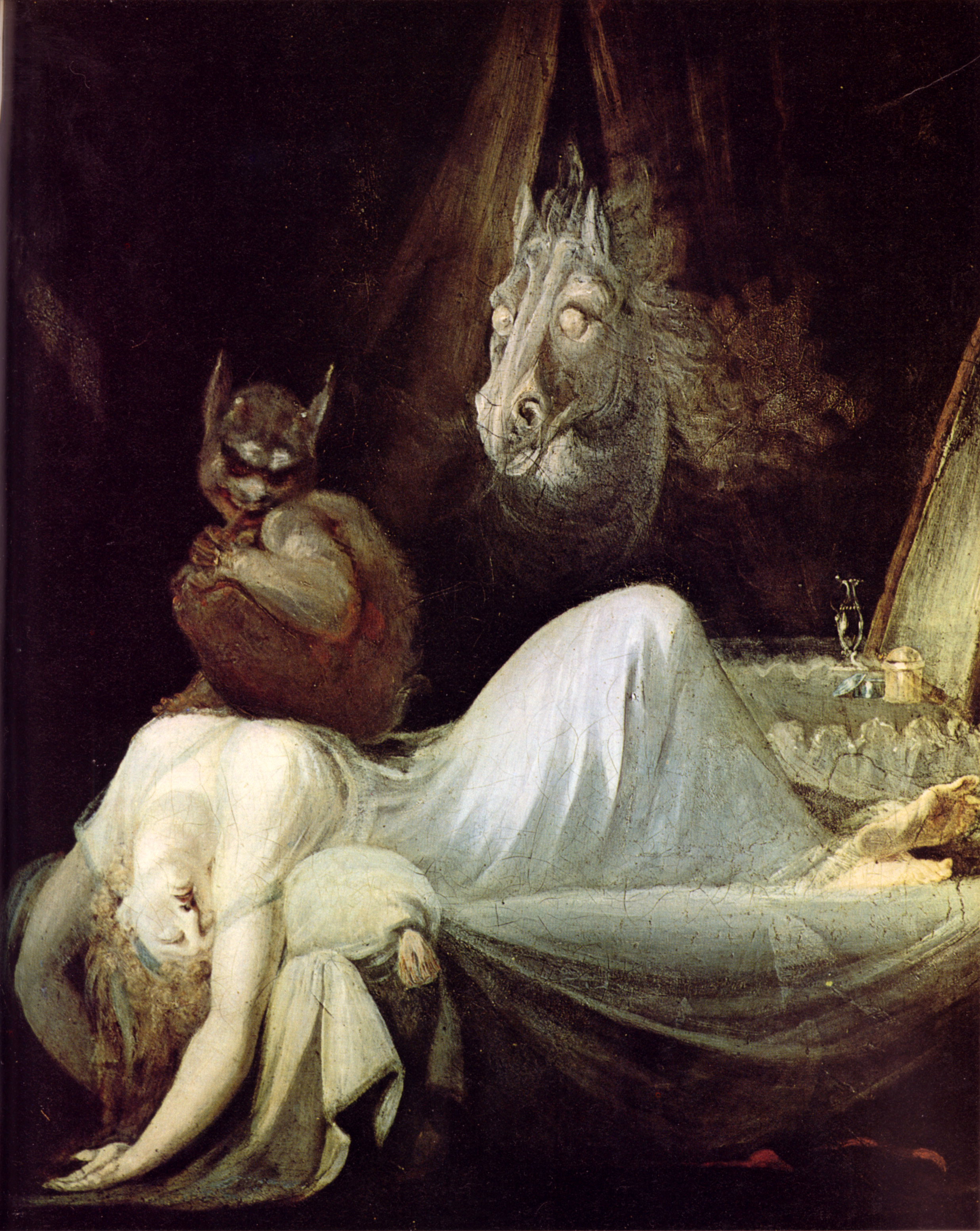
Johann Heinrich Füssli: Nachtmahr, 1802

Grauen, Grausen oder Gruseln sind Ausdrucksweisen der gehobenen Umgangssprache für ein gesteigertes Gefühl der Angst oder des Entsetzens. Dieses ist meist mit der Wahrnehmung von etwas Unheimlichem, Ekligem oder Übernatürlichem verknüpft.

## Wortherkunft
Aus der indogermanischen Wurzel g̑her(s)- (= „starren“, „beben“) bildeten sich in althochdeutscher Zeit Verben wie grûson (= „sich grausen“, „Schrecken empfinden“) und Adjektive wie griusig (= „grausig“, „schrecklich“) und im Mittelhochdeutschen das Wort grûwen (= „Schauder, Schrecken, Ekel, Entsetzen erleben“).

## Wortfeld
Die Wörter des Wortfelds sind keine Synonyme. Obwohl etymologisch derselben Wurzel entstammend, haben die Substantive, Adjektive und Verben im Laufe der Sprachentwicklung unterschiedliche Bedeutungsnuancen angenommen. Manche sind bereits als Metaphern verblasst wie etwa die Adjektive „gräulich“ oder „grausam“. Auch umgangssprachliche Redewendungen wie „Es graust mir“ oder „es ist mir ein Graus“ (z. B. an die Steuererklärung gehen zu müssen) sind dabei, sich von der Ursprungsbedeutung zu lösen. Sie drücken ganz allgemein eine innere Abwehrhaltung aus gegenüber einer hochgradig unangenehmen Tätigkeit, der man sich nur unwillig stellt. Ähnlich sind Aussprüche wie „Das ist ja grauenhaft!“ oder „Dem graut’s vor gar nichts“, die nur eine emotionale Aufwallung wiedergeben oder die Bereitschaft kennzeichnen, jede Arbeitsaufgabe anzunehmen, über die ursprüngliche Bedeutung hinaus bereits zu umgangssprachlichen Allgemeinplätzen geworden. Die ursprüngliche Bedeutungsspanne reicht von Ekel, Abscheu und Widerwillen über „haarsträubendes“ Schaudern bis zu panischem Entsetzen und tödlichem Erschrecken.
Sich „zu grausen“ oder „zu gruseln“ gehört schon zu den Wünschen und Erfahrungen kindlicher Erlebniswelten, die in Mutproben sogar gesucht werden. Sie sind typischerweise mit körperlichen Reaktionen wie der sogenannten Gänsehaut, mit Herzklopfen und Blutdrucksteigerung verbunden. Je nach Intensität können sich die Erlebnisse bis zum Entsetzen steigern. Die Redewendung, dass dabei „die Haare zu Berge stehen“ hat einen realen physiologischen Hintergrund. In ihrer Ursprungsbedeutung finden sich die entsprechenden Gefühlsregungen etwa noch in den Wörtern „grausig“ (= „grauenerregend“, „schrecklich“), „grauenhaft“ (= „fürchterlich“, „entsetzlich“) oder in Formulierungen wie „die Unfallstelle bot den Einsatzkräften einen grauenhaften Anblick“, „die Ermittler machten eine grausige Entdeckung“ oder beim Ansprechen der „Grauen eines Krieges oder terroristischen Anschlags“.
Das intransitive Verb „grauen“ im Sinne von „die graue Farbe anzunehmen“ (der Morgen graute bereits) oder „ergrauen“ (sein Haar ergraute früh) ist von der Farbgebung grau (ahd. grâwên, mhd. grâwen) abgeleitet und gehört zu einem anderen Wortfeld.

## Kulturelle Aspekte
Grauen ist eine Reaktion auf Unheimliches. Es kommt nicht nur in archaischen Kulturen vor, die dem Unheil magische oder religiöse Bedeutung zumessen (vgl. Tabu), sondern auch in von Rationalität und Naturwissenschaft geprägten Kulturen. Mit der Ausbreitung des wissenschaftlichen Weltbildes machte jedoch jemandes Eingeständnis, etwas sei ihm unheimlich, ihn im Alltagsleben zunehmend lächerlich: Derartige Regungen galten zumal im Zuge der Aufklärung zunehmend als abergläubisch, infantil oder altweiberisch. Dass aber das Grauen und die Lust daran nicht verschwunden sind, lässt sich daraus erschließen, dass das Kino dem Thema ein besonderes Genre, den Horrorfilm, gestiftet hat; zum Teil wird es hier dann komödienhaft oder als „Grusical“ entschärft. Zu den Klischees dieser Filme gehört aber auch der ungläubige, aufgeklärte Spötter, der eines Besseren belehrt wird.

## Dichtung
In Dichtung und Dichtungstheorie spielten Grauen und Schaudern als starke Emotion immer eine mehr oder weniger prominente Rolle. In der mündlichen Tradition dürften Gespenster- und Gruselgeschichten so alt sein wie die Lust am Fabulieren überhaupt. Besondere Beachtung verdient hier das Märchen von einem, der auszog, das Fürchten zu lernen der Brüder Grimm mit dem wiederholten Ausspruch eines Menschen; der sich nicht grauen kann, wie sonst alle: „Ach, wenn mir’s nur gruselte!“
In der Poetik des Aristoteles ist das Schaudern (Phobos) neben dem Mitleid oder Jammer (Eleos) zentrales Moment der tragischen Erfahrung des Publikums, das bei diesem eine Katharsis herbeiführen soll. Die Tragödie als Gattung zielt in dieser klassischen Definition immer auch auf die Erregung des Schauders, der zugleich als ästhetisches Vergnügen betrachtet wird.
Goethe gebraucht als Schlusszeile des Ersten Teils seines Faust das Wort „Grauen“ im emphatischen Sinn, mit Gretchens Aufschrei: „Heinrich! Mir graut’s vor dir!“ Im Zweiten Teil taucht das Motiv wieder auf. Im ersten Akt, Szene Finstere Galerie, ruft Faust vor dem Gang zu den Müttern aus:
Doch im Erstarren such’ ich nicht mein Heil,
Das Schaudern ist der Menschheit bestes Teil;
Wie auch die Welt ihm das Gefühl verteure,
Ergriffen, fühlt er tief das Ungeheure.
Schiller benutzt das Wort als nachdrücklichen Schlusspunkt, wenn sein Taucher alle Welt davor warnt, sich von der Freude abzuwenden:
[…] es freue sich,
Wer da atmet im rosichten Licht!
Da unten aber ist’s fürchterlich,
Und der Mensch versuche die Götter nicht,
Und begehre nimmer und nimmer zu schauen,
Was sie gnädig bedecken mit Nacht und Grauen.
Die Schwarze Romantik etablierte im Gegenzug zu dieser klassischen Aversion gegen das Dunkle und Nächtige mit der Gothic Novel und dem Schauerroman auch die anspruchsvolle epische Form der Literatur zur Erzeugung des Grauens. Virtuosen dieses Genres der Horrorliteratur sind etwa Edgar Allan Poe oder in der Gegenwart Stephen King.

## Andere Künste
Beispiele sind hier in der Musik die sinfonische Dichtung Eine Nacht auf dem kahlen Berge von Modest Mussorgski, in der Malerei Der Nachtmahr von Johann Heinrich Füssli (siehe oben).

## Wissenschaftliche Aspekte
Mit den kulturellen und psychologischen Aspekten des Themas befassen sich
Ethnologie, Kultursoziologie, Persönlichkeitspsychologie und Psychoanalyse. Volkskunde und Thanatosoziologie untersuchen Bräuche, die das Grauen vor Toten einzudämmen versuchen.
- In der Religionsphänomenologie Rudolf Ottos (Das Heilige, 1917) ist das Grauen wie das verwandte Schaudern als Mysterium tremendum ein Aspekt der numinosen Erfahrung des Göttlichen oder Dämonischen.
- Freud widmete dem Unheimlichen eine eigene Studie (Das Unheimliche, 1919), in der er im Hinweis auf seinen Beitrag Über den Gegensinn der Urworte (1910) auf die verborgene Einheit des Unheimlichen mit dem Heimlichen hinwies: Das Grauen vor dem Unheimlichen ist hier die Angst vor dem verdrängten Heimlichen als dem ehemals Wohlvertrauten.
- Die bioenergetische Therapie nach Alexander Lowen kennt den Begriff des „schizoiden Grauens“: Die schizoide Persönlichkeitsentwicklung beruht auf der durch entsprechende Erziehung und traumatische Erfahrung erzwungenen Abspaltung des Ich von seinen Gefühlen und spontanen Triebregungen. Dies führt zu einem charakteristischen Bruch innerhalb der Persönlichkeit; als Vorstufe zur Schizophrenie zeigt die schizoide Persönlichkeit ein rationales, aber emotions- und gleichsam körperloses Ich auf der Grundlage eines beständigen, unbewussten Gefühls lähmenden Entsetzens.[4]
- Die Persönlichkeitspsychologie befasst sich mit den Auslösern des Grauens wie Ekligem, Erschreckendem, Numinosem. Sie untersucht die (unterschiedlichen) Wirkungen Grauen erregender Situationen und Erscheinungen auf die seelische Befindlichkeit der Menschen und versucht eine Einordnung des Phänomens in den Komplex menschlicher Emotionen und Gefühle. Der Experimentalpsychologe Siegbert A. Warwitz ordnet das nuancenreiche Erfahrungsfeld des Grauens, Grausens, Gruselns, Schauderns, Entsetzens dem Formenkreis der Ängste zu und gibt ihnen in Anlehnung an die etymologische Herkunft im „Spektrum der Ängste“ ihren speziellen Platz in der Kategorie der panischen Ängste.[5] Die faszinierende Wirkung von gruselnden Erlebnissen wie Vampirgeschichten und nächtlichen Friedhöfen schon auf Kinder und noch von grauenhaften Unfallereignissen (Gaffermentalität, Katastrophentourismus) und Thrillern auf Erwachsene erklärt er mit den Phänomenen der Neugier und der Angstlust: Das vordergründig widersprüchlich erscheinende Handeln, dass sich Menschen bereitwillig einer höchst unangenehmen Situation aussetzen, die ihnen Angst einjagt oder sie ekelt, erklärt Warwitz mit der beabsichtigten Provokation einer Gegenwirkung: Es geht um eine Intensivierung des Lebensgefühls. Um dieses zu steigern, wird zunächst ein Tal der Angst aufgesucht, aus dem man, nach erfolgreich bestandener psychischer und mentaler Prüfung, befreit von den Bedrohungen und Ängsten, auf einen Gipfel der Lust gelangt. Das Schaudern wühlt die emotionale Befindlichkeit auf. Das glückhafte Folgegefühl erwächst aus der bewältigten Unlustsituation.[6]

Das Märchen von einem, der auszog, das Fürchten zu lernen der Brüder Grimm setzt die alte Volksweisheit ins Bild, dass der Mensch die Fähigkeit, mit dem Grausigen, Ekligen, Scheußlichen, die auch Teil des realen Lebens sind, umzugehen beherrschen und notfalls erlernen muss.

## Nachweise
1. ↑  Gerhard Wahrig: Deutsches Wörterbuch, Bertelsmann, Gütersloh 1970, Sp. 2572 u. 1573
2. ↑  Gerhard Wahrig: Deutsches Wörterbuch, Bertelsmann, Gütersloh 1970, Sp. 2572 u. 1573
3. ↑  Vgl. Poetik, Kap. 4.: Denn von Dingen, die wir in der Wirklichkeit nur ungern erblicken, sehen wir mit Freude möglichst getreue Abbildungen, z. B. Darstellungen von äußerst unansehnlichen Tieren und von Leichen.
4. ↑  Alexander Lowen: Der Verrat am Körper und wie er wieder gutzumachen ist. Bern, München, Wien 1967
5. ↑  Siegbert A. Warwitz: Formen des Angstverhaltens. In: Ders.: Sinnsuche im Wagnis. Leben in wachsenden Ringen. 2. Auflage, Baltmannsweiler 2016, Seite 34–39
6. ↑  Siegbert A. Warwitz: Wenn Weh und Wonne wechseln. Die Angst-Lust-Theorie. In: Ders.: Sinnsuche im Wagnis. Leben in wachsenden Ringen. Erklärungsversuche für grenzüberschreitendes Verhalten, 2. Auflage, Verlag Schneider, Baltmannsweiler 2016, S. 142–167
7. ↑   Brüder Grimm: Kinder- und Hausmärchen. Ausgabe letzter Hand mit den Originalanmerkungen der Brüder Grimm, hrsg. von Heinz Rölleke. Band 3, Reclam, Stuttgart 1994, S. 21–27